# NGC 6800
NGC 6800 је расејано звездано јато у сазвежђу Лисица које се налази на NGC листи објеката дубоког неба.
Деклинација објекта је + 25° 5' 30" а ректасцензија 19h 27m 0,0s. Привидна величина (магнитуда) објекта NGC 6800 износи 12,0. NGC 6800 је још познат и под ознакама OCL 123.